# Roberta Bondar
Roberta Lynn Bondar (Sault-Sainte-Marie, 4 dicembre 1945) è un'astronauta canadese.
È stata la prima donna astronauta canadese a partecipare ad una missione spaziale, la STS-42 a bordo del Discovery, il 22 gennaio 1992, con l'incarico di svolgere esperimenti scientifici sullo Spacelab.
La Bondar ha diverse lauree e altri titoli accademici (inclusi diversi dottorati), tra l'altro in zoologia, patologia, neurobiologia e neurologia. Ha ricevuto diverse onorificenze pubbliche in ambito scientifico (quali l'iscrizione dalla Canadian Medical Hall of Fame e l'Ordine dell'Ontario). Nella sua città natale e ad Ajax sono intitolate a suo nome una scuola, un parco, un palazzo e un molo.